# László Szabó (actor)
László Szabó (24 de marzo de 1936) es un actor, director y guionista húngaro. Ha aparecido en más de 120 películas desde 1952, incluidas siete largometrajes exhibidos en el Festival de Cine de Cannes.

## Filmografía
Como actorː
- Ütközet békében (1952)
- Unokafivérek (1958)
- Kulcsra zárva (1959)
- A baba (1961)
- Éli az életét (1962)
- Ophélia (1963)
- A kis katona (1963)
- Alphaville (1965)
- Pierrot el loco (A bolond Pierrot) (1965)
- Made in USA (1966)
- Csend és kiáltás (1967)
- Week-end (1967)
- Falak (1968)
- Holdudvar (1968)
- Eltávozott nap (1968)
- Fejlövés (1968)
- Ismeri a szandi-mandit? (1969)
- Sirokkó (1969)
- Vallomás (1970)
- Harmadik nekifutás (1973)
- Álmodó ifjúság (1974)
- Hajdúk (1975)
- Bekötött szemmel (1975)
- Örökbefogadás (1975)
- Ereszd el a szakállamat! (1975)
- Talpuk alatt fütyül a szél (1976)
- A vörös plakát (1976)
- Labirintus (1976)
- A Roland-ének (1977)
- Ékezet (1977)
- Olyan mint otthon (1978)
- Az 51-es dosszié (1978)
- Rosszemberek (1979)
- Minden szerdán (1979)
- A kedves szomszéd (1979)
- El último metro (Le Dernier Métro) (1980)
- Utolsó előtti ítélet (1980)
- Anna (1981)
- A remény joga (1981)
- A legnagyobb sűrűség közepe (1981)
- Ideiglenes paradicsom (1981)
- Pasión (Passion) (1982)
- Kabala (1982)
- Dögkeselyű (1982)
- Könnyű testi sértés (1983)
- Földi szerelem (1984)
- Teliholdas éjszakák (1984)
- Las noches de la luna llena (Les nuits de la pleine lune) (1984)
- Séire noire (1984-1986)
- Falfúró (1985)
- Beate Klarsfeld, a nácivadász (1986)
- Gondviselés (1987)
- Mr. Universe (1988)
- Asszony a fán(1989)
- Tutajosok (1990)
- Az utolsó nyáron (1991)
- Objektív riport (1991)
- La sentinelle (1992)
- A gólyák mindig visszatérnek (1993)
- Vérvonal (1993)
- Hideg víz (1994)
- Franciska vasárnapjai (1997)
- A Vendome tér asszonya (1998)
- Szemétdomb (1998)
- Az alkimista és a szűz (1999)
- A tekerőlantos naplója (1999)
- Ezt hívják tavasznak (2000)
- Balra a nap nyugszik (2000)
- Torzók (2001)
- Őszi kertek (2006)

Como realizadorː
- Bihan hadnagy utazása (1970)
- Az ördög fehér kesztyűje (1973)
- Zig Zig (1974) (forgatókönyvíró is)
- Sortűz egy fekete bivalyért (1984)
- Az ember, aki nappal aludt (2003)